# 红桥街道
红桥街道，是中华人民共和国新疆维吾尔自治区阿克苏地区阿克苏市下辖的一个乡镇级行政单位。

## 行政区划
红桥街道下辖以下地区：
多浪社区、古勒巴格社区、托哈依社区、热斯特社区和长安社区。